# Северна Македонија на Светском првенству у атлетици у дворани
Македонија је до сада пет пута самостално учествовала на светским првенствима у дворани. Први пут је учествовала на једадванаестом Светском првенству 2006. у Валенсији.
Светска првенства у атлетици у дворани одржавају се сваке две године од првог одржаног 1987.
Атлетичари Македоније су учествовали на неким од тих такмичења, као део СФР Југославије (1987—1991).
На светским првенствима у дворани Македонија није освајала медаље, тако да се после Светског првенства 2016. на вечној табели освајача медаља налази на 83. месту у групи земаља које нису освајале медаље. Исто тако атлетичари Македоније никад нису били финалисти неке од дисциплина (првих 8 места), па никад нису били ни на табелама успешности појединих првенстава.
| Место | СП у дворани |   |   |   |   |
| =<83  | Македонија   | 0 | 0 | 0 | 0 |

## Освајачи медаља на светским првенствима у атлетици у дворани
Нису освајане медаље

## Учешће и освојене медаље Македоније на светским првенствима у дворани
| Учешће и освојене медаље Македоније на СП | Учешће и освојене медаље Македоније на СП         | Учешће и освојене медаље Македоније на СП         | Учешће и освојене медаље Македоније на СП         | Учешће и освојене медаље Македоније на СП         | Учешће и освојене медаље Македоније на СП         | Учешће и освојене медаље Македоније на СП         | Учешће и освојене медаље Македоније на СП         | Учешће и освојене медаље Македоније на СП         | Учешће и освојене медаље Македоније на СП         | Учешће и освојене медаље Македоније на СП         | Учешће и освојене медаље Македоније на СП         | Учешће и освојене медаље Македоније на СП         | Учешће и освојене медаље Македоније на СП         | Учешће и освојене медаље Македоније на СП         | Учешће и освојене медаље Македоније на СП         | Учешће и освојене медаље Македоније на СП         | Учешће и освојене медаље Македоније на СП         |
| СП                                        | Учесника                                          | Муш.                                              | Жене                                              | дисц.                                             |                                                   |                                                   |                                                   |                                                   | Пласман                                           | 4.М                                               | 5.М                                               | 6.М                                               | 7.М                                               | 8.М                                               | УК фин.                                           | Пл. ТУ                                            | Детаљи                                            |
| ----------------------------------------- | ------------------------------------------------- | ------------------------------------------------- | ------------------------------------------------- | ------------------------------------------------- | ------------------------------------------------- | ------------------------------------------------- | ------------------------------------------------- | ------------------------------------------------- | ------------------------------------------------- | ------------------------------------------------- | ------------------------------------------------- | ------------------------------------------------- | ------------------------------------------------- | ------------------------------------------------- | ------------------------------------------------- | ------------------------------------------------- | ------------------------------------------------- |
| 1987.—1991.                               | Учествовала као део југословенских репрезентација | Учествовала као део југословенских репрезентација | Учествовала као део југословенских репрезентација | Учествовала као део југословенских репрезентација | Учествовала као део југословенских репрезентација | Учествовала као део југословенских репрезентација | Учествовала као део југословенских репрезентација | Учествовала као део југословенских репрезентација | Учествовала као део југословенских репрезентација | Учествовала као део југословенских репрезентација | Учествовала као део југословенских репрезентација | Учествовала као део југословенских репрезентација | Учествовала као део југословенских репрезентација | Учествовала као део југословенских репрезентација | Учествовала као део југословенских репрезентација | Учествовала као део југословенских репрезентација | Учествовала као део југословенских репрезентација |
| 1993.—2004.                               | Није учествовала                                  | Није учествовала                                  | Није учествовала                                  | Није учествовала                                  | Није учествовала                                  | Није учествовала                                  | Није учествовала                                  | Није учествовала                                  | Није учествовала                                  | Није учествовала                                  | Није учествовала                                  | Није учествовала                                  | Није учествовала                                  | Није учествовала                                  | Није учествовала                                  | Није учествовала                                  | Није учествовала                                  |
| 2006. Москва                              | 1                                                 | 0                                                 | 1                                                 | 1                                                 | 0                                                 | 0                                                 | 0                                                 | 0                                                 | -                                                 | 0                                                 | 0                                                 | 0                                                 | 0                                                 | 0                                                 | 0                                                 | 0                                                 | [ 1 ]                                             |
| 2008. Валенсија                           | 1                                                 | 1                                                 | 0                                                 | 1                                                 | 0                                                 | 0                                                 | 0                                                 | 0                                                 | -                                                 | 0                                                 | 0                                                 | 0                                                 | 0                                                 | 0                                                 | 0                                                 | 0                                                 | [ 2 ]                                             |
| 2010. Доха                                | Није учествовала                                  | Није учествовала                                  | Није учествовала                                  | Није учествовала                                  | Није учествовала                                  | Није учествовала                                  | Није учествовала                                  | Није учествовала                                  | Није учествовала                                  | Није учествовала                                  | Није учествовала                                  | Није учествовала                                  | Није учествовала                                  | Није учествовала                                  | Није учествовала                                  | Није учествовала                                  | Није учествовала                                  |
| 2012. Истанбул                            | 1                                                 | 1                                                 | 0                                                 | 1                                                 | 0                                                 | 0                                                 | 0                                                 | 0                                                 | -                                                 | 0                                                 | 0                                                 | 0                                                 | 0                                                 | 0                                                 | 0                                                 | 0                                                 | [ 3 ]                                             |
| 2014. Сопот                               | 1                                                 | 1                                                 | 0                                                 | 1                                                 | 0                                                 | 0                                                 | 0                                                 | 0                                                 | -                                                 | 0                                                 | 0                                                 | 0                                                 | 0                                                 | 0                                                 | 0                                                 | 0                                                 | [ 4 ]                                             |
| 2016. Портланд                            | 1                                                 | 1                                                 | 0                                                 | 1                                                 | 0                                                 | 0                                                 | 0                                                 | 0                                                 | -                                                 | 0                                                 | 0                                                 | 0                                                 | 0                                                 | 0                                                 | 0                                                 | 0                                                 | [ 5 ]                                             |
| Укупно (5)                                | 5                                                 | 4                                                 | 1                                                 |                                                   | 0                                                 | 0                                                 | 0                                                 | 0                                                 | -                                                 | 0                                                 | 0                                                 | 0                                                 | 0                                                 | 0                                                 | 0                                                 |                                                   |                                                   |

## Преглед учешћа спортиста Македоније и освојених медаља по дисциплинама на СП у дворани
Стање после СП 2016.
| Дисциплина | Период | Период   | Укупно | Мушки | Жене |   |   |   |   |
| Дисциплина | Прво   | Последње | Укупно | Мушки | Жене |   |   |   |   |
| ---------- | ------ | -------- | ------ | ----- | ---- | - | - | - | - |
| 60 м       | 2006   | 2014     | 2      | 1     | 1    | 0 | 0 | 0 | 0 |
| 400 м      | 2008   | 2016     | 2      | 2     | 0    | 0 | 0 | 0 | 0 |
| Укупно (2) |        |          | 4      | 3     | 1    | 0 | 0 | 0 | 0 |

Разлика у горње две табеле за 1 мушког такмичара настала је у овој табели, јер је сваки такмичар без обзира колико је пута учествовао на првенствима и у колико разних дисциплина на истом првенству, рачунат само једном.

## Национални рекорди постигнути на светским првенствима у дворани
Националних рекорда Македионије на светским првенствима у дворани није било.

## Занимљивости
- Најмлађи учесник: Кристијан Ефремов, 21 год, 6 месеци и 22 дана (2012)
- Најстарији учесник: Кристијан Ефремов, 25 год, 6 месеци и 13 дана (2016)
- Највише учешћа: 2 Кристијан Ефремов (2012. и 2016)
- Најбоље пласирани атлетичар: Кристијан Ефремов 25. место (2012)
- Најбоље пласирана атлетичарка: Александра Војнеска 28. место (2006)
- Прва медаља: —
- Прва златна медаља: -
- Најбољи пласман Србије: —